# Uroxys corniculatus
Uroxys corniculatus là một loài bọ cánh cứng trong họ Bọ hung (Scarabaeidae).